# Kultura zachodnia
Kultura zachodnia, kultura europejska, kultura euroatlantycka, – kultura ukształtowana w Europie Zachodniej, a wraz z ekspansją gospodarczo-polityczną od czasów renesansu rozprzestrzeniona na inne tereny, w szczególności Amerykę Północną, Australię i Nową Zelandię. Niekiedy zalicza się do kultury zachodniej również Europę Wschodnią łącznie z Rosją i Amerykę Łacińską. Kultura zachodnia wywodzi się z kilku źródeł: antyku grecko-rzymskiego, chrześcijaństwa, renesansu i oświecenia.
Znacząca część kultury zachodniej stanowi kanon literatury zachodniej.